# Ferdinand Brunner (Maler, 1870)

Teich im Waldviertel, Öl auf Leinwand, 1922/23

Ferdinand Brunner (* 1. Mai 1870 in Wien; † 30. November 1945 ebenda)
war ein österreichischer Landschaftsmaler.

## Leben
Ferdinand Brunner wurde am 1. Mai 1870 in Wien geboren und trat bereits im Alter von 14 Jahren in das Atelier der Hoftheatermaler Carlo Brioschi, Hermann Burghart und Johann Kautsky ein. Ab 1891 studierte er an der Wiener Akademie in der Meisterklasse von Eduard von Lichtenfels. 1894 wurde er mit dem Gundel-Preis ausgezeichnet. 1901 wurde er Mitglied des Wiener Künstlerhauses. Er stellte auf den Internationalen Kunstausstellungen 1904 und 1907 in Düsseldorf aus. Von 1938 bis 1941 war er mit Ölgemälden auf allen Großen Deutschen Kunstausstellung in München vertreten. Davon erwarb Hitler 1938 Klostermauer und 1940 Steiniger Hügel und 1939 der NS-Funktionär Arthur Seyß-Inquart Klarer Morgen.

## Werk
Brunners bevorzugten Motive waren Landschaften in Ober- und Niederösterreich, Böhmen und Ungarn, wobei er besonderen Wert auf das Festhalten von Stimmungen legte. Er wurde 1910 mit der Großen Goldenen Staatsmedaille ausgezeichnet, 1935 erhielt er den Gustav-Figdor-Preis. Seine Werke finden sich heute unter anderem im Wien Museum am Karlsplatz, im Niederösterreichischen Landesmuseum und in der Gemäldegalerie der Akademie der bildenden Künste in Wien.